# Московская, Галина Михайловна
Галина Михайловна Московская (26 апреля 1916 — 5 июля 1975) — передовик советской электронной промышленности, заведующая лабораторией Ленинградского объединения электронного приборостроения «Светлана» Министерства электронной промышленности СССР, Герой Социалистического Труда (1966).

## Биография
Родилась 26 апреля 1916 года в городе Петрограде в русской семье инженеров. Завершив обучение в Ленинградском электротехническом институте имени В. И. Ленина, была трудоустроена в 1939 году на завод «Светлана». Сначала стала работать в должности инженера-разработчика лаборатории мощных генераторных ламп. В годы Великой Отечественной войны находилась в блокадном городе, но в 1942 году была эвакуирована в город Омск, где стала трудиться старшим инженером конструктором на заводе электроизмерительных приборов Наркомата электротехнической промышленности СССР.
В 1945 году возвратилась в родной Ленинград и стала работать на заводе (с 1962 года — Ленинградское объединение электронного приборостроения) «Светлана», где выполняла обязанности начальника смены, затем была назначена старшим инженером-разработчиком, а с 1952 года работала в должности заведующей лабораторией по разработке мощных генераторных и модуляторных ламп.
Она является разработчиком 26 типов генераторных приборов. Создатель 250-киловаттной лампы с активным катодом, была главой группы разработчиков, за что получила серебряную медаль ВДНХ СССР. На всемирной выставке в Брюсселе коллективу лаборатории была присуждена премия «Гран-при».
Указом Президиума Верховного Совета СССР от 29 января 1966 года (закрытым) Галине Михайловне Московской было присвоено звание Героя Социалистического Труда с вручением ордена Ленина и золотой медали «Серп и Молот».
Проживала в Ленинграде. Умерла 5 июля 1975 года. Похоронена на Коммунистической площадке Северного кладбища Санкт-Петербурга.

Могила Московской на Северном кладбище Санкт-Петербурга.

## Награды
За трудовые успехи удостоена:
- золотая звезда «Серп и Молот» (29.01.1966)
- орден Ленина (29.01.1966)
- другие медали.